# المعهد الأساسي لإفريقيا السوداء

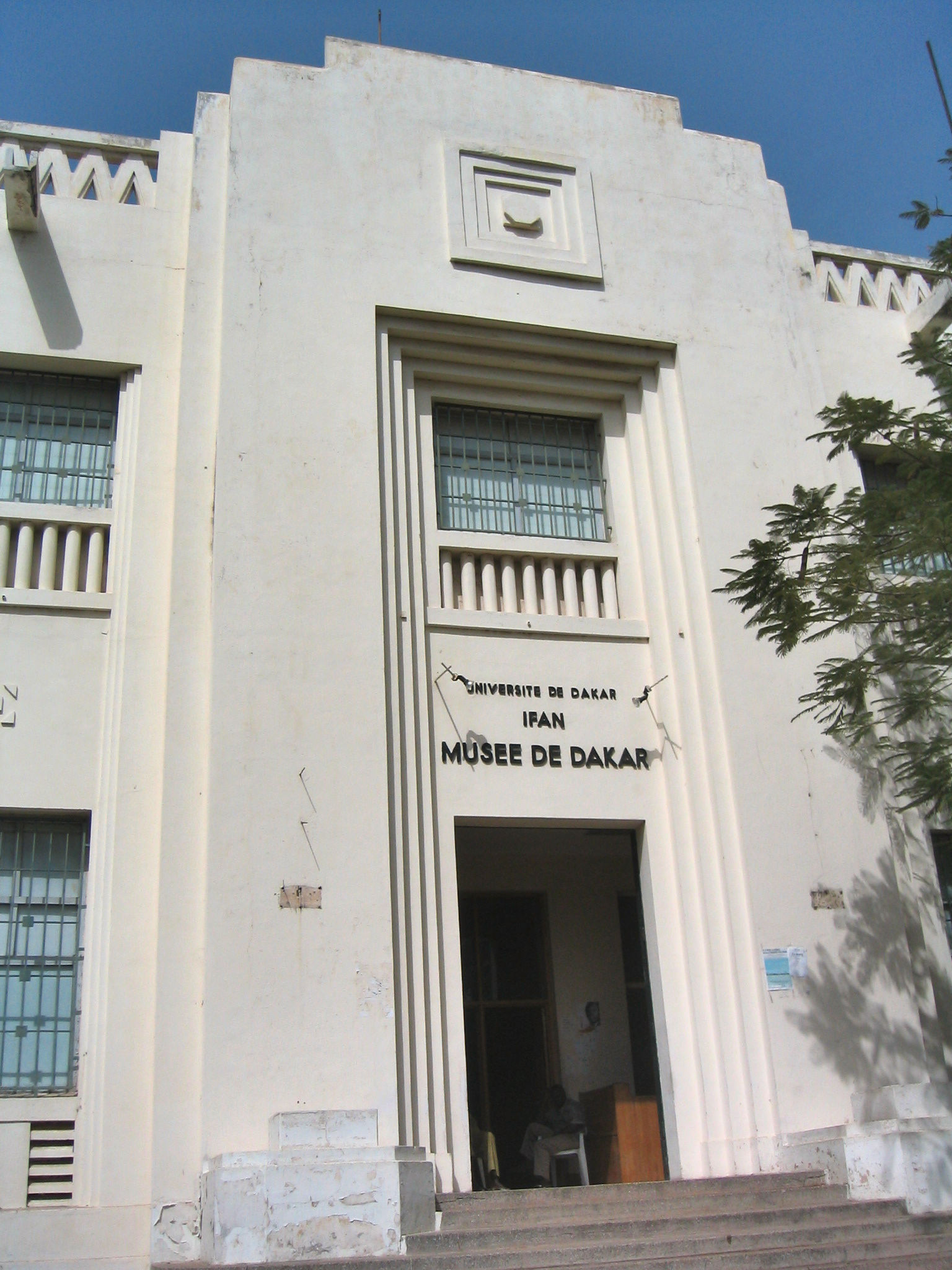
مدخل المتحف

المعهد الأساسي لإفريقيا السوداء Institut fondamental d'Afrique noire(فرنسية) هو المعهد الثقافي والعلمي الذي حل محل المعهد الفرنسي لأفريقيا السوداء بتغير إسمه في عام 1966 ، تأسس سنة 1938 بالعاصمة السنغالية داكار. في عام 1986 تم تمديد الاسم إلى الشيخ أنتا ديوب IFAN
من بين مرافقه متحف المقتنيات التراثية وجامعة الشيخ أنتا ديوب .
المثقفون المتحدثون بلغات غير أوروبية

## تاريخ
أنشأ الباحث الفرنسي تيودور مونو معهدا للبحوث على علاقة بكل تخصصات القارة السمراء (أفريقيا جنوب الصحراء). وكانت الحرب التي اندلعت عام 1939، قد آخرت مشاريع هذا الباحث من جانب. ومن جانب آخر، فإن وجود جميع أقاليم تحت السيطرة الفرنسية والمعاهد المماثلة. وأصبح تيودور مونو رئيسا للحملة الفرنسية التي حاربت في السنغال، وأسس في عام 1943 القوات الفرنسية الشقيقة، وهي حركة مقاومة محلية. ورحب مونو بزيارة الزعيم شارل ديغول الأولى لغرب أفريقيا في يناير عام 1944.
وبعد الحرب العالمية الثانية، تم إعادة تنشيط المعهد الأساسي لإفريقيا السوداء. واشتمل على ثلاثة أقسام: العلوم الطبيعية، العلوم الاجتماعية والجغرافيا (قسم مخصص لإجراء الأطلس العالمي لغرب أفريقيا). ويضمن المعهد الأساسي لإفريقيا السوداء النشر العلمي للأبحاث في المجلات والنشرات مثل متحفي جزيرة غوريه والمتحف البحري والمتحف التاريخي، وينظم المؤتمرات كل عامين أو ثلاثة بجمع كل باحثي غرب أفريقيا.
1. ↑   https://ifan.ucad.sn/index.php/contacts-ifan-ch-anta. {{استشهاد ويب}}: |url= بحاجة لعنوان (مساعدة) والوسيط |title= غير موجود أو فارغ (من ويكي بيانات) (مساعدة)
2. 1 2   https://ifan.ucad.sn/index.php/presentation-ifan. {{استشهاد ويب}}: |url= بحاجة لعنوان (مساعدة) والوسيط |title= غير موجود أو فارغ (من ويكي بيانات) (مساعدة)
3. ↑  المثقفون المتحدثون بلغات غير أوروبية نسخة محفوظة 24 ديسمبر 2019 على موقع واي باك مشين.